# Ranoldsberg
Das Pfarrdorf Ranoldsberg ist ein Gemeindeteil des Marktes Buchbach und eine Gemarkung im oberbayerischen Landkreis Mühldorf am Inn.

## Historische Ortsnamen
Der Ort wird 1116 im „Codex Eberespergensis“ des Klosters Ebersberg als „Reginoltesperge“ zum ersten Mal urkundlich erwähnt und beschreibt die Siedlung des Reginolt auf dem Berg. Das Grundwort -berg (althochdeutsch perk und mittelhochdeutsch berc) steht für eine Anhöhe. Das Alter der auf -berg endenden Orte lässt sich nicht einschätzen. Vorläufer des Ortsnamens könnten schon im 8. bis 11. Jahrhundert bestanden haben. Urkundlich erwähnt werden folgende Schreibweisen:

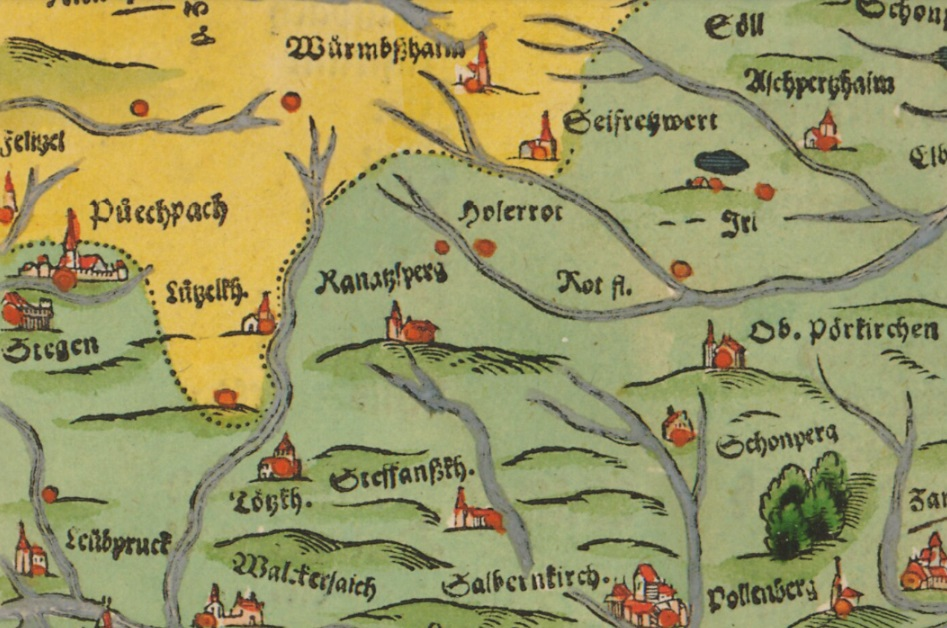
„Ranatzsperg“ auf der Landtafel des Philipp Apian, 1568

1116 „Reginhold de Reginoltesperge“ 

1135 „Dietmar de Regenoltesperg“ 

1205 „parrochya Reinoltzperige“ 

1287 „Reynoldsperge“ 

1383 „Raenolczperg“ 

1393 „Ranolzperg“ 

1394 „Raenolczperg“ 

1485 „Ranolzperg“ 

1536 „Ranoltzperg“ 

1568 „Ranatzsperg pagus, templ. in colle“ (Dorf, Kirche) 

1590 „Ränoltsperg“ 

1623 „Rännetsperg“ 

1754 „Ränoltsperg“

## Geschichte
1591 werden in „Ränetsperg“ vier Häuser in einem Urbar des Pfleggerichts Mühldorf beschrieben. Diese vier Häuser waren das Mesnerhaus, die Taverne und die Bauernhäuser Paulusmayr und Bauer.
Die erste Kirche von Ranoldsberg wurde wohl Ende des 13. Jahrhunderts erbaut. In päpstlichen und erzbischöflichen Dokumenten, die ausführlich von der Vereinigung der Pfarrei Stephanskirchen, zu der Ranoldsberg damals gehörte, mit dem Kloster Gars berichten, wird noch keine Kirche in Ranoldsberg erwähnt. Es ist aber anzunehmen, dass schon Anfang des 12. Jahrhunderts hier eine Kapelle zu Ehren Unserer lieben Frau bestanden hat. Eine Wallfahrtskirche wird 1383 zum ersten Mal urkundlich erwähnt.
Der Paulushof, die Taverne und der Kramer gehörten bis 1802 zum Vogtgericht Mühldorf, Oberamt Ampfing, Obmannschaft Ranoldsberg. Der Bauernhof mit Zuhaus  und der Metzger gehörten bis 1802 zum Propsteigericht Mühldorf, Propstei Mödling, Obmannschaft Ranoldsberg. Seit 1804 unterstanden alle Anwesen dem Landgericht Mühldorf und dem Rentamt Neumarkt.

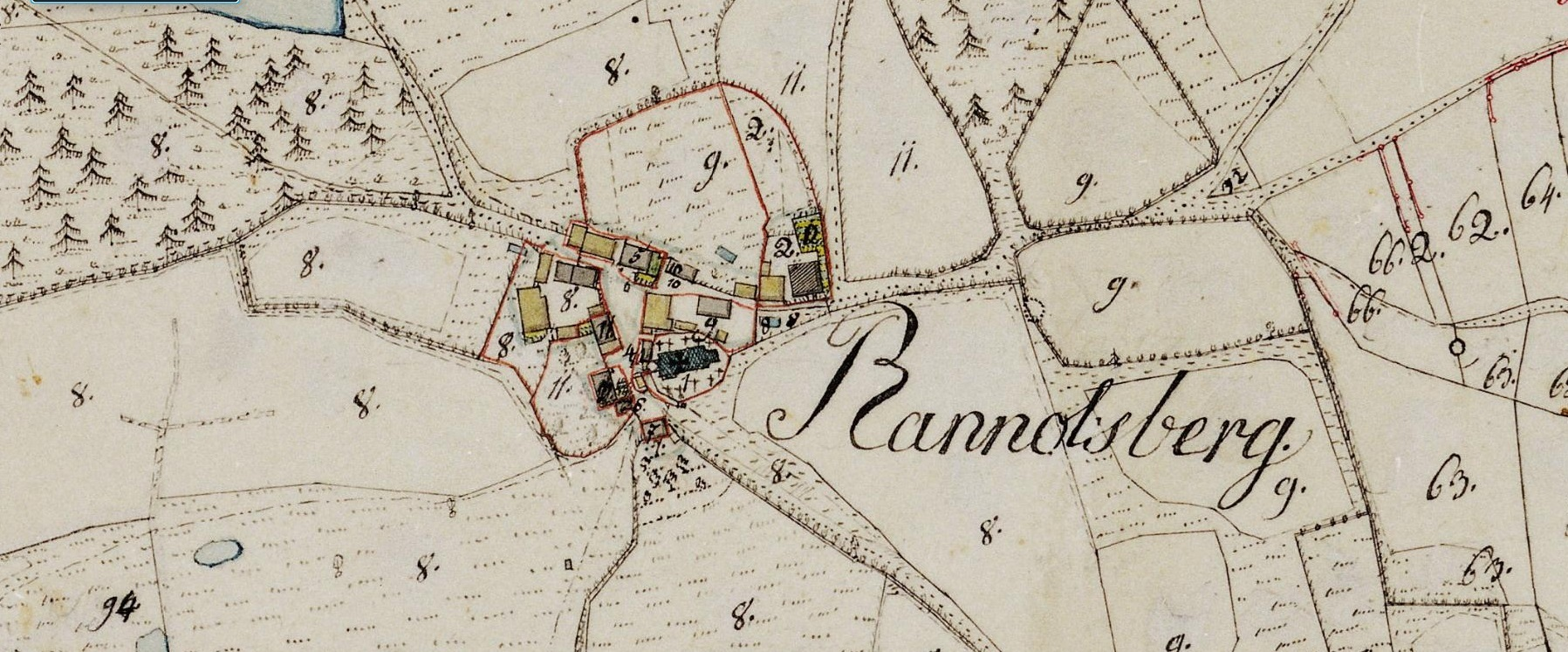
Ranoldsberg im Flurplan von 1812: Pfarrkirche (Nr. 1), Pfarrhof (Nr. 2), Mesner- und Schulhaus (Nr. 3), Kramer (Nr. 4), Wirt (Nr. 5), Bauer (Nr. 8) und Zubauten (Nr. 6–7), Paulus (Nr. 9) und Zubau (Nr. 10) sowie Metzger (Nr. 11)

Das Dorf bestand 1815 aus der Pfarrkirche, dem Pfarrwidum, dem Mesnergütl, dem Kramerhaus, der Wirtstaferne, dem Bauerngut mit Zuhaus und Zubaugütl, dem Paulushof mit einem Taglöhnerhäusl und dem Metzgergütl. Die meisten Häuser waren aus Holz erbaut und mit Stroh gedeckt.
Ranoldsberg war im Herzogtum Bayern Sitz einer Obmannschaft und wurde mit dem bayerischen Gemeindeedikt von 1818 eine selbständige Gemeinde. Am 19. Juli 1897 brannte nachmittags während der Kornernte der Hof des Paulusbauern ab. Der Neubau wurde am östlichen Ortsrand errichtet.
Am 1. Januar 1972 wurde die Gemeinde Ranoldsberg im Zuge der Gebietsreform in Bayern nach Buchbach eingegliedert.

## Kirche Mariä Himmelfahrt
Die Kirche Mariä Himmelfahrt in Ranoldsberg ist eine alte Wallfahrtskirche. Der erste Kirchenbau geht wahrscheinlich auf das Ende des 13. Jahrhunderts zurück. 1507 wurde der spätgotischen Nachfolgebau geweiht, der dem angewachsenen Strom von Wallfahrern mehr Platz bot. Ab 1723 wurde die Kirche dem Zeitgeschmack entsprechend innen und außen barockisiert. Das 18. Jahrhundert war die Blütezeit der Wallfahrt. 1883 erfolgte innen und außen die neugotische Umwandlung (Regotisierung).
Die jahrhundertealte Filiale Ranoldsberg, die ursprünglich zu Stefanskirchen und somit zum ehemaligen Augustiner-Chorherrenstift Gars gehörte, wurde am 5. März 1806 zu einer selbstständigen Pfarrei erhoben. Zur Pfarrei gehören heute folgende 45 Ortschaften, Weiler und Einöden:

Adlding; Aichmairing; Dötzkirchen; Eiching; Engolding; Erlach; Erlham (seit 1887); Faltern; Fischbach; Greilhub; Haag; Haaram; Haimpolding; Hinterholzen; Hohending; Höpfing; Hollroth (seit 1887); Hubloh; Iglberg; Kainrading/Konrading (seit 1876); Kiening; Kienrading; Lanzing (seit 1887); Lehrhub; Loiperding; Niederhub; Oberhub; Oberwalding (seit 1887); Odering; Öd; Ottenloh; Peizing; Plessenberg; Praßl; Rainthal; Ranetsham; Ranoldsberg; Rundbuch; Sicking; Stadelhub; Sterneck; Walperting/Walpolding; Weibering; Wiesmairing und Witzling. Damit waren die Bande, die Ranoldsberg durch viele Jahrhunderte an Gars und Salzburg gebunden hatten, gelöst. Die neu errichtete Pfarrei gehörte fortan zur Erzdiözese München.

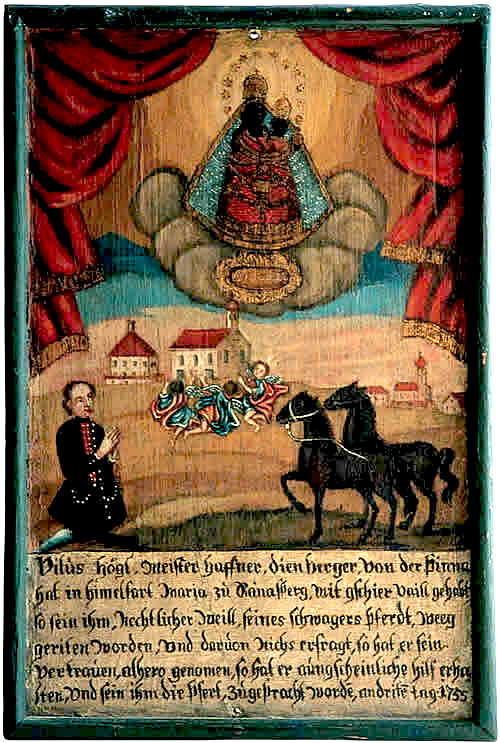
Votivtafel nach der Wiederauffindung der Pferde, die 1755 in Ranoldsberg „weggeritten“ worden waren

In der Pfarrei lebten bis zum Zweiten Weltkrieg etwa 700 Gemeindemitglieder. In der Nachkriegszeit wurden in ihr über 350 Heimatvertriebene angesiedelt, so dass die Anzahl der Gemeindemitglieder 1946 bis 1951 auf nahezu 1100 anstieg.

## Wallfahrten und Jahrmärkte
Bei den Wallfahrten zum Gedenken an Mariä Aufnahme in den Himmel wurden offenbar Jahrmarkt-ähnliche Verkaufsveranstaltungen durchgeführt. Denn als sich der Hafnermeister Vitus Högl, „Dienberger“ von Geiselberg, 1755 am Fest Maria Himmelfahrt zum Geschirrverkauf in Ranoldsberg befand, wurden ihm im Verlauf des Marktes die Pferde seines Schwagers „weggeritten“ (d. h. gestohlen). Als Dank für deren Wiederauffindung stiftete er in der Wallfahrtskirche Maria Loreto in Angerbach eine Votivtafel.
Im Jahr 1803 wurde die Wallfahrt aufgehoben, und Wallfahrtsprozessionen nach Ranoldsberg fanden nur noch unregelmäßig statt. Bis 1864 kamen jedoch weiterhin jährlich am Pfingstsamstag jeweils etwa 40 bis 50 Wallfahrer aus Budweis in Böhmen. Sie kamen über Passau, Pfarrkirchen und Neumarkt-Sankt Veit nach Ranoldsberg und zogen weiter nach Dorfen und Altötting und von dort mit der Innschifffahrt zurück in ihre Heimat.

## Bauernwirt
Das Wohnstallhaus Bauernwirt ist das Hauptgebäude eines früher zum Kloster Gars am Inn gehörigen Ökonomiehofs. Ursprünglich wurde der mächtige Vierseithof am Kirchplatz im späten 15. Jahrhundert errichtet und Garser Hof genannt. Aus dieser Zeit stammt das spätmittelalterliche Wohnstallhaus mit seinem Wohn- und Wirtschaftsteil unter einem gemeinsamen First. Seine äußere Erscheinung ist durch seine stattliche Größe – mit 18 Fensterachsen zur Traufseite – und die auf Granitstützen ruhenden Erdgeschossarkaden des 16. Jahrhunderts geprägt.

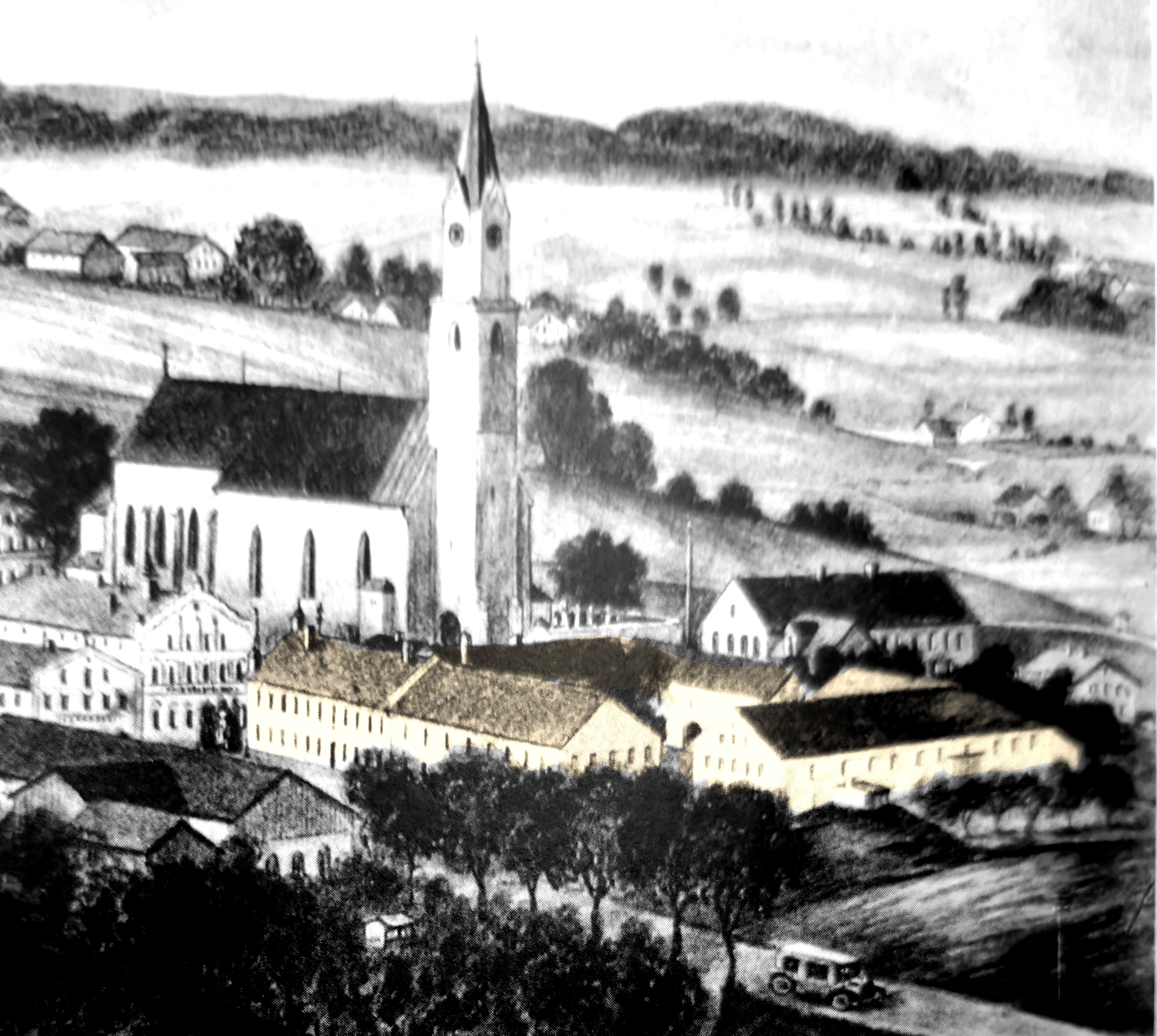
Ausschnitt einer Postkarte von 1912, in Sepia Kenntlichmachung des ursprünglichen Umfangs des Bauernwirts

Seit dem Jahr 1591 bis weit ins 20. Jahrhundert befand sich die Hofanlage im Besitz der Familie Bauer. Otto Bauer erhielt vom nationalsozialistischen Reichsnährstand eine Ehrenurkunde, weil seine Ahnen nachweislich seit mindestens 1591 den Hof schon besaßen. Das baugeschichtlich bedeutende Haupthaus der Hofanlage wurde 1860 bis 1880 im sogenannten Maximilianstil aus- und umgebaut, der im Mühldorfer Raum um diese Zeit populär war. Besonders ins Auge fällt dabei das markante Zwerchhaus an der Südseite, ebenso wie der Frontgiebel mit den Zinnenaufsätzen. Zudem hat das Gebäude seit dieser Zeit große Stichbogenfenster, die sein herrschaftlich anmutendes Aussehen bewirken.
Mit der äußeren Erscheinung änderte sich im 19. Jahrhundert auch die Nutzung. Das Gebäude diente seit dem Umbau nicht mehr allein zu Wohn- und Ökonomiezwecken, sondern wurde auch als Brauereigasthof genutzt und daher „Bauernwirt“ genannt. Am 23. Februar 1895 brannten in 1 ½ Stunden bis auf das Wohngebäude sämtliche Hofbauten nieder. Anschließend wurden sie wieder aufgebaut, die prächtigen Fassaden gingen jedoch verloren. Im Jahr 1957 wurde der Gastbetrieb aufgegeben, und in den Jahren 1967 bis 1985 fand der Abbruch fast sämtlicher Wirtschaftsgebäude statt. Auf einem Teil der frei gewordenen Flächen wurde ein neues Wohnhaus mit Gerätehalle errichtet. Von den zahlreichen Zu- und Anbauten ist lediglich das ehemalige Zuhaus (Denkmalstraße 2a) mit offenen Erdgeschossarkaden und integriertem Backhaus (wohl 16./17. Jahrhundert) erhalten.

## Pfarrwidum

Pfarrhaus Ranoldsberg

Pfarrhaus (Ranoldsberg 7), das denkmalgeschützte Pfarrwidum wurde um 1700/01 unter der Bezeichnung Benefiziantenhaus errichtet. Am 21. Mai 1706 brannte der Bau ab und wurde anschließend sofort wieder aufgebaut. Es ist ein barocker zweigeschossiger Satteldachbau.
Im Jahr 1856 bestand der Pfarrhof aus dem Wohnhaus, einem Stadel mit Pferd- und Kuhstallung, Holzschuppen, Backofen und einer Gartenanlage. Die heutigen Treppengiebel an West- und Ostseite erhielt das Gebäude im Jahr 1885.

## Mesnerhaus, Schulhaus

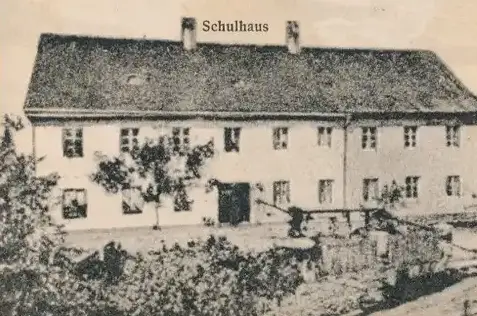
Schulhaus, 1922

Ab 1672 ist in Ranoldsberg Schulunterricht bezeugt, anfangs vom Mesner in seinen eigenen Räumen gehalten wurde. 1823 wurde das Schulhaus aus Mitteln des Stiftungsvermögens erbaut und war bis 1921 Eigentum der Kirche. 1840 wurde es von der Gemeinde gepachtet. Der jeweilige Lehrer war zugleich Kantor und Mesner.
Im Jahr 1878 bekam das Mesnerhaus einen Erweiterungsbau mit Schulräumen. 1962 zog die (im Jahr 1913 verstaatlichte) Schule in einen 100 m weiter östlich gelegenen größeren Neubau. Ab dem Schuljahr 2015/16 wurde die Schule geschlossen und 2021 zu einem Landkindergarten umgebaut. Die Schulkinder besuchen seit der Schließung die Grundschulen in Buchbach und Oberbergkirchen (östlicher Teil des ehem. Schulsprengels), sowie die Mittelschule in Buchbach.

## Kriegerdenkmal
Das Kriegerdenkmal in der nach ihm benannten Denkmalstraße wurde anlässlich des 30-jährigen Bestehens der Krieger- und Soldatenkameradschaft Ranoldsberg errichtet und am 3. April 1921 enthüllt.

## Feuerwehrhaus
1982 wurde nach vor allem freiwillig geleisteter Arbeit das neue Feuerwehrhaus eingeweiht. Es beherbergte anfangs das 1985 neu beschaffte Feuerwehrauto, das 2014 durch das Katastrophenschutzfahrzeug LF20KatS (Florian Ranoldsberg 41/1) ergänzt wurde und dient der Freiwilligen Feuerwehr Ranoldsberg als Gerätehaus, die 1877 als Verein zum Schutz vor Feuer, Not und Gefahr gegründet worden war.

## Wirtschaftsstruktur
Die Wirtschaftsstruktur ist durch ein Seniorenpflegeheim mit 127 Pflegeplätzen, einen Industriebetrieb, einen Omnibusbetreiber sowie durch eine Vielzahl von Handwerksbetrieben und Einzelhandelsgeschäften stark differenziert.

## Gemarkung
Ranoldsberg war bis zur Gebietsreform in Bayern eine eigenständige Gemeinde, bevor es am 1. Januar 1972 als sogenannte Gemarkung in die Gemeinde Buchbach eingegliedert wurde. Bei der Volkszählung von 1871 gab es in der Gemeinde 616 Einwohner und 1925 nahezu unverändert 619 Einwohner. Bei der Volkszählung vom 13. September 1950 lebten in der Gemeinde Ranoldsberg insgesamt 819 Einwohner in 111 Wohngebäuden in folgenden 33 Ortschaften:
- Adlding, Weiler, 14 Einwohner, 3 Wohngebäude
- Dötzkirchen, Einöde, 13 Einwohner., 1 Wohngebäude
- Eiching, Dorf, 68 Einwohner, 13 Wohngebäude
- Engolding, Weiler, 58 Einwohner, 6 Wohngebäude
- Erlach, Einöde, 7 Einwohner, 1 Wohngebäude
- Fischbach, Einöde, 17 Einwohner, 2 Wohngebäude
- Greilhub, Einöde, 11 Einwohner, 1 Wohngebäude
- Heimpolding, Einöde, 8 Einwohner, 1 Wohngebäude
- Hinterholzen, Einöde, 7 Einwohner, 1 Wohngebäude
- Hohending, Weiler, 38 Einwohner, 5 Wohngebäude
- Höpfing, Einöde, 15 Einwohner, 2 Wohngebäude
- Iglberg, Weiler, 30 Einwohner, 6 Wohngebäude
- Kienrathing, Weiler, 53 Einwohner, 9 Wohngebäude
- Konrading, Weiler, 31 Einwohner, 3 Wohngebäude
- Loiperding, Dorf, 58 Einwohner, 10 Wohngebäude
- Neuhäusl bei Iglberg, E., 5 Einwohner, 1 Wohngebäude
- Niederhub, Einöde, 9 Einwohner, 1 Wohngebäude
- Oberhub, Einöde, 13 Einwohner, 1 Wohngebäude
- Odering, Weiler, 25 Einwohner, 4 Wohngebäude
- Ottenloh, Einöde, 12 Einwohner, 1 Wohngebäude
- Peitzing, Weiler, 31 Einwohner, 4 Wohngebäude
- Plessenberg, Einöde, 9 Einwohner, 1 Wohngebäude
- Praßl, Einöde, 10 Einwohner, 1 Wohngebäude
- Ranetsham, Einöde, 15 Einwohner, 2 Wohngebäude
- Ranoldsberg, Pfarrdorf, 141 Einwohner, 16 Wohngebäude
- Rundbuch, Einöde, 12 Einwohner, 1 Wohngebäude
- Sicking, Einöde, 16 Einwohner, 1 Wohngebäude
- Stadlhub, Einöde, 9 Einwohner, 1 Wohngebäude
- Sterneck, Weiler, 28 Einwohner, 4 Wohngebäude
- Waldpolding, Einöde, 15 Einwohner, 2 Wohngebäude
- Wies, Einöde, 8 Einwohner, 1 Wohngebäude
- Witzling, Weiler, 24 Einwohner, 4 Wohngebäude
- Zelg, Einöde, 9 Einwohner, 1 Wohngebäude

## Bevölkerungsentwicklung
Bei der Volkszählung vom 1. Dezember 1875 gehörte das Dorf zur Pfarrei und Schule Ranoldsberg, zum Dekanat Oberbergkirchen, zur Post Buchbach und zählte 53 Einwohner, 21 Gebäude, 19 Pferde und 61 Rinder. 1939 bis 1945 fielen 28 Ranoldsberger im Zweiten Weltkrieg. Am 25. Mai 1987 gab es dort 95 Einwohner in 28 Wohngebäuden, die in 33 Wohnungen aufgeteilt waren.
| Jahr      | 1871 | 1925 | 1950 | 1970 | 1987 |
| Einwohner | 53   | 90   | 141  | 94   | 95   |

## Bekannte Personen
Aus der Familie des Ranoldsberger Schulmeisters Ullinger stammen um 1740 die Komponisten Augustin, Sebastian und Franz Ullinger sowie der Moraltheologe Eusebius Ullinger.